# Genoa Cricket and Football Club 1961-1962
Questa voce raccoglie le informazioni riguardanti il Genoa Cricket and Football Club nelle competizioni ufficiali della stagione 1961-1962.

## Stagione
Nella stagione 1961-1962 il Genoa disputò il quinto campionato di Serie B della sua storia, vincendolo nettamente con 54 punti, salendo così in Serie A. Al secondo posto il Napoli ed il Modena con 43 punti, anche loro ottenendo la promozione. Sono retrocesse in Serie C il Prato e la Reggiana con 32 punti ed il Novara penalizzato di sei punti, con 30 punti. Miglior marcatore stagionale Gastone Bean con 20 reti, secondo nella classifica dei marcatori cadetta, alle spalle dell'alessandrino Renzo Cappellaro vincitore con 21 reti. In Coppa Italia subì l'eliminazione al primo turno ad opera della Lazio a Roma (3-1).
La squadra rossoblu vinse anche la Coppa delle Alpi 1962 battendo nella finale il Grenoble grazie ad una rete di Pietro Natta su corner di Amleto Frignani.

## Divise
| 1ª divisa |

## Organigramma societario
Area direttiva
- Presidente: Comitato di presidenza

Area tecnica
- Allenatore: Renato Gei

## Rosa
| N. |                   | Ruolo | Calciatore         |
| -- | ----------------- | ----- | ------------------ |
|    | Italia (bandiera) | P     | Mario Da Pozzo     |
|    | Italia (bandiera) | P     | Giancarlo Gallesi  |
|    | Italia (bandiera) | P     | Leonardo Grosso    |
|    | Italia (bandiera) | D     | Giancarlo Bagnasco |
|    | Italia (bandiera) | D     | Giampiero Bassi    |
|    | Italia (bandiera) | D     | Bruno Baveni       |
|    | Italia (bandiera) | D     | Maurizio Bruno     |
|    | Italia (bandiera) | D     | Umberto Melloni    |
|    | Italia (bandiera) | D     | Luciano Piquè      |
|    | Italia (bandiera) | D     | Carlo Rapelli      |
|    | Italia (bandiera) | D     | Franco Rivara      |
|    | Italia (bandiera) | C     | Rino Carlini       |
|    | Italia (bandiera) | C     | Antonio Colombo    |
|    | Italia (bandiera) | C     | Livio Fongaro      |
|    | Italia (bandiera) | C     | Sauro Fracassa     |

| N. |                    | Ruolo | Calciatore        |
| -- | ------------------ | ----- | ----------------- |
|    | Italia (bandiera)  | C     | Giorgio Gatto     |
|    | Italia (bandiera)  | C     | Giancarlo Genisio |
|    | Italia (bandiera)  | C     | Massimo Giacomini |
|    | Francia (bandiera) | C     | Gérard Grizzetti  |
|    | Italia (bandiera)  | C     | Pietro Natta      |
|    | Italia (bandiera)  | C     | Vincenzo Occhetta |
|    | Italia (bandiera)  | C     | Mario Pantaleoni  |
|    | Italia (bandiera)  | C     | Orazio Rancati    |
|    | Italia (bandiera)  | A     | Gastone Bean      |
|    | Italia (bandiera)  | A     | Giovanni Bolzoni  |
|    | Italia (bandiera)  | A     | Eddie Firmani     |
|    | Italia (bandiera)  | A     | Amleto Frignani   |
|    | Italia (bandiera)  | A     | Carlo Galli       |
|    | Francia (bandiera) | A     | Arnoldo Granella  |
|    | Italia (bandiera)  | A     | Sante Nezzi       |

## Risultati

### Serie B

#### Girone di andata
| Arbitro: | Rancher (Roma) |

|                         |           |                 |
| Firmani 37’ Fongaro 87’ | Marcatori | 78’ Postiglione |

| Arbitro: | Righetti (Torino) |

|                    |           |             |
| Ciccolo I 23’, 51’ | Marcatori | 28’ Firmani |

| Arbitro: | Francescon (Padova) |

|  |           |             |
|  | Marcatori | 84’ Bolzoni |

| Arbitro: | Sbardella (Roma) |

|          |           |  |
| Bean 28’ | Marcatori |  |

| Parma 1º ottobre 1961 5ª giornata | Parma              | 0 – 0 | Genoa | Stadio Ennio Tardini\| Arbitro: \| Campanati (Milano) \| |
| Arbitro:                          | Campanati (Milano) |       |       |                                                          |

| Arbitro: | Cotugno (Civitavecchia) |

|                         |           |                |
| Bolzoni 21’ Firmani 54’ | Marcatori | 55’ Ghersetich |

| Arbitro: | Genel (Trieste) |

|  |           |                         |
|  | Marcatori | 22’ Bolzoni 79’ Firmani |

| Arbitro: | Grignani (Milano) |

|                           |           |  |
| Firmani 30’ Giacomini 76’ | Marcatori |  |

| Modena 5 novembre 1961 9ª giornata | Modena           | 0 – 0 | Genoa | Stadio Comunale\| Arbitro: \| Di Tonno (Lecce) \| |
| Arbitro:                           | Di Tonno (Lecce) |       |       |                                                   |

| Arbitro: | Ferrari (Milano) |

|                      |           |  |
| Fongaro 28’ Bean 42’ | Marcatori |  |

| Arbitro: | Leita (Udine) |

|  |           |             |
|  | Marcatori | 46’ Firmani |

| Arbitro: | Grignani (Milano) |

|                                    |           |               |
| Giacomini 11’ Bean 29’ Firmani 71’ | Marcatori | 53’ Fraschini |

| Arbitro: | Francescon (Padova) |

|                  |           |  |
| Recagno 67’, 90’ | Marcatori |  |

| Arbitro: | Carminati (Milano) |

|              |           |               |
| Bagnasco 29’ | Marcatori | 63’ Maccacaro |

| Arbitro: | Rancher (Roma) |

|               |           |  |
| Bean 15’, 73’ | Marcatori |  |

| Arbitro: | Genel (Trieste) |

|                         |           |                                    |
| Muzzio 10’ Maltinti 44’ | Marcatori | 38’ (rig.) Bean 75’ (aut.) Rimoldi |

| Arbitro: | Gioggi (Roma) |

|                                  |           |                       |
| Firmani 8’, 10’, 36’ Bolzoni 90’ | Marcatori | 46’ Macor 68’ Buratti |

| Arbitro: | Campanati (Milano) |

|             |           |                      |
| Greatti 87’ | Marcatori | 28’ Bean 38’ Firmani |

| Arbitro: | Bernardis (Trieste) |

|                                       |           |                  |
| Bean 35’ Bolzoni 55’ Firmani 76’, 81’ | Marcatori | 22’, 49’ Gratton |

#### Girone di ritorno
| Arbitro: | Ferrari (Milano) |

|                 |           |  |
| Postiglione 12’ | Marcatori |  |

| Arbitro: | Righetti (Torino) |

|                                       |           |  |
| Giacomini 4’ Galli 66’ Pantaleoni 74’ | Marcatori |  |

| Genova 11 febbraio 1962 22ª giornata | Genoa           | 0 – 0 | Bari | Stadio Luigi Ferraris\| Arbitro: \| Genel (Trieste) \| |
| Arbitro:                             | Genel (Trieste) |       |      |                                                        |

| Arbitro: | Righetti (Torino) |

|  |           |              |
|  | Marcatori | 3’, 24’ Bean |

| Arbitro: | Rebuffo (Milano) |

|                                         |           |  |
| Bean 14’ (rig.) Firmani 36’ Bolzoni 73’ | Marcatori |  |

| Arbitro: | Rancher (Roma) |

|                    |           |  |
| Colombo 21’ (aut.) | Marcatori |  |

| Arbitro: | Sebastio (Taranto) |

|          |           |  |
| Bean 30’ | Marcatori |  |

| Roma 18 marzo 1962 27ª giornata | Lazio                 | 0 – 0 | Genoa | Stadio Flaminio\| Arbitro: \| De Marchi (Pordenone) \| |
| Arbitro:                        | De Marchi (Pordenone) |       |       |                                                        |

| Arbitro: | Angelini (Firenze) |

|                                               |           |                    |
| Bean 55’, 62’, 75’ Pantaleoni 79’ Firmani 84’ | Marcatori | 21’ (rig.) Cuttica |

| Novara 1º aprile 1962 29ª giornata | Novara           | 0 – 0 | Genoa | Stadio Comunale\| Arbitro: \| Cirone (Palermo) \| |
| Arbitro:                           | Cirone (Palermo) |       |       |                                                   |

| Arbitro: | Samani (Trieste) |

|                                       |           |               |
| Bean 14’, 28’ (rig.), 84’ (rig.), 86’ | Marcatori | 33’ Campanini |

| Arbitro: | Roversi (Bologna) |

|                    |           |                                                   |
| Corelli 39’ (rig.) | Marcatori | 21’ (aut.) Schiavone 27’ Bean 78’, 87’ Pantaleoni |

| Arbitro: | Annoscia (Bari) |

|                           |           |                        |
| Giacomini 16’ Firmani 39’ | Marcatori | 61’ De Paoli 89’ Baffi |

| Catanzaro 29 aprile 1962 33ª giornata | Catanzaro         | 0 – 0 | Genoa | Stadio Comunale\| Arbitro: \| D'Agostini (Roma) \| |
| Arbitro:                              | D'Agostini (Roma) |       |       |                                                    |

| Arbitro: | Sbardella (Roma) |

|           |           |  |
| Novali 3’ | Marcatori |  |

| Arbitro: | Di Tonno (Lecce) |

|                       |           |                       |
| Galli 38’ Firmani 54’ | Marcatori | 22’ Muzzio 84’ Pagani |

| Arbitro: | Rebuffo (Milano) |

|                    |           |            |
| Beni 20’ Merlo 68’ | Marcatori | 1’ Bolzoni |

| Arbitro: | De Marchi (Pordenone) |

|                                   |           |           |
| Rivara 2’ Galli 68’ Giacomini 88’ | Marcatori | 73’ Volpi |

| Arbitro: | D'Agostini (Roma) |

|  |           |                      |
|  | Marcatori | 27’ Baveni 65’ Galli |

### Coppa Italia

#### Primo turno
| Arbitro: | Grignani (Milano) |

|                                   |           |               |
| Pinti 9’ Bizzarri 11’ Morrone 14’ | Marcatori | 44’ Giacomini |

## Statistiche

### Statistiche di squadra
| Competizione | Punti | In casa | In casa | In casa | In casa | In casa | In casa | In trasferta | In trasferta | In trasferta | In trasferta | In trasferta | In trasferta | Totale | Totale | Totale | Totale | Totale | Totale | DR  |
| Competizione | Punti | G       | V       | N       | P       | Gf      | Gs      | G            | V            | N            | P            | Gf           | Gs           | G      | V      | N      | P      | Gf     | Gs     | DR  |
| ------------ | ----- | ------- | ------- | ------- | ------- | ------- | ------- | ------------ | ------------ | ------------ | ------------ | ------------ | ------------ | ------ | ------ | ------ | ------ | ------ | ------ | --- |
| Serie B      | 54    | 19      | 15      | 4       | 0       | 46      | 15      | 15           | 7            | 6            | 6            | 18           | 13           | 38     | 22     | 10     | 6      | 64     | 28     | +36 |
| Coppa Italia |       | -       | -       | -       | -       | -       | -       | 1            | 0            | 0            | 1            | 1            | 3            | 1      | 0      | 0      | 1      | 1      | 3      | -2  |
| Totale       | -     | 19      | 15      | 4       | 0       | 46      | 15      | 20           | 7            | 6            | 7            | 19           | 16           | 39     | 22     | 10     | 7      | 65     | 31     | +34 |

### Statistiche dei giocatori[7]
| Giocatore     | Serie B  | Serie B | Coppa Italia | Coppa Italia | Totale   | Totale |
| Giocatore     | Presenze | Reti    | Presenze     | Reti         | Presenze | Reti   |
| ------------- | -------- | ------- | ------------ | ------------ | -------- | ------ |
| G. Bagnasco   | 25       | 1       | 1            | 0            | 26       | 1      |
| B. Baveni     | 25       | 1       | -            | -            | 25       | 1      |
| G. Bean       | 35       | 20      | -            | -            | 35       | 20     |
| G. Bolzoni    | 36       | 7       | 1            | 0            | 37       | 7      |
| M. Bruno      | 15       | 0       | 1            | 0            | 16       | 0      |
| A. Colombo    | 38       | 0       | 1            | 0            | 39       | 0      |
| M. Da Pozzo   | 32       | -21     | -            | -            | 32       | -21    |
| E. Firmani    | 33       | 17      | -            | -            | 33       | 17     |
| L. Fongaro    | 36       | 2       | -            | -            | 36       | 2      |
| S. Fracassa   | 1        | 0       | 1            | 0            | 2        | 0      |
| A. Frignani   | 2        | 0       | -            | -            | 2        | 0      |
| G. Gallesi    | 6        | -7      | 1            | -3           | 7        | -10    |
| C. Galli      | 15       | 4       | -            | -            | 15       | 4      |
| M. Giacomini  | 38       | 5       | 1            | 1            | 39       | 6      |
| V. Occhetta   | 37       | 0       | -            | -            | 37       | 0      |
| M. Pantaleoni | 38       | 4       | 1            | 0            | 39       | 4      |
| L. Piquè      | -        | -       | 1            | 0            | 1        | 0      |
| O. Rancati    | 3        | 0       | 1            | 0            | 4        | 0      |
| F. Rivara     | 3        | 1       | -            | -            | 3        | 1      |